# Gustav Pfleger-Moravský
Gustav Pfleger-Moravský, född 27 juli 1833 i Karasín, död 20 september 1875 i Prag, var en tjeckisk författare.
Pfleger-Moravský utgav 1857 sin första lyriska diktsamling, Dumky, och 1861 Cypřiše, som dock hade lika ringa framgång som hans patriotiska dramer. Större konstnärligt värde ha hans romaner Ztrácený život (Ett förspillt liv), Z malého světa (Från den lilla världen) och Paní fabrikantová (Fru fabrikörskan) samt, framför allt, den versifierade romanen Pan Vyšinský (1858–59) i tolv sånger, påverkad av Aleksandr Pusjkins "Eugen Onegin". Hans samlade skrifter utkom 1869 i sju delar.